# Promenade (Heerlen)

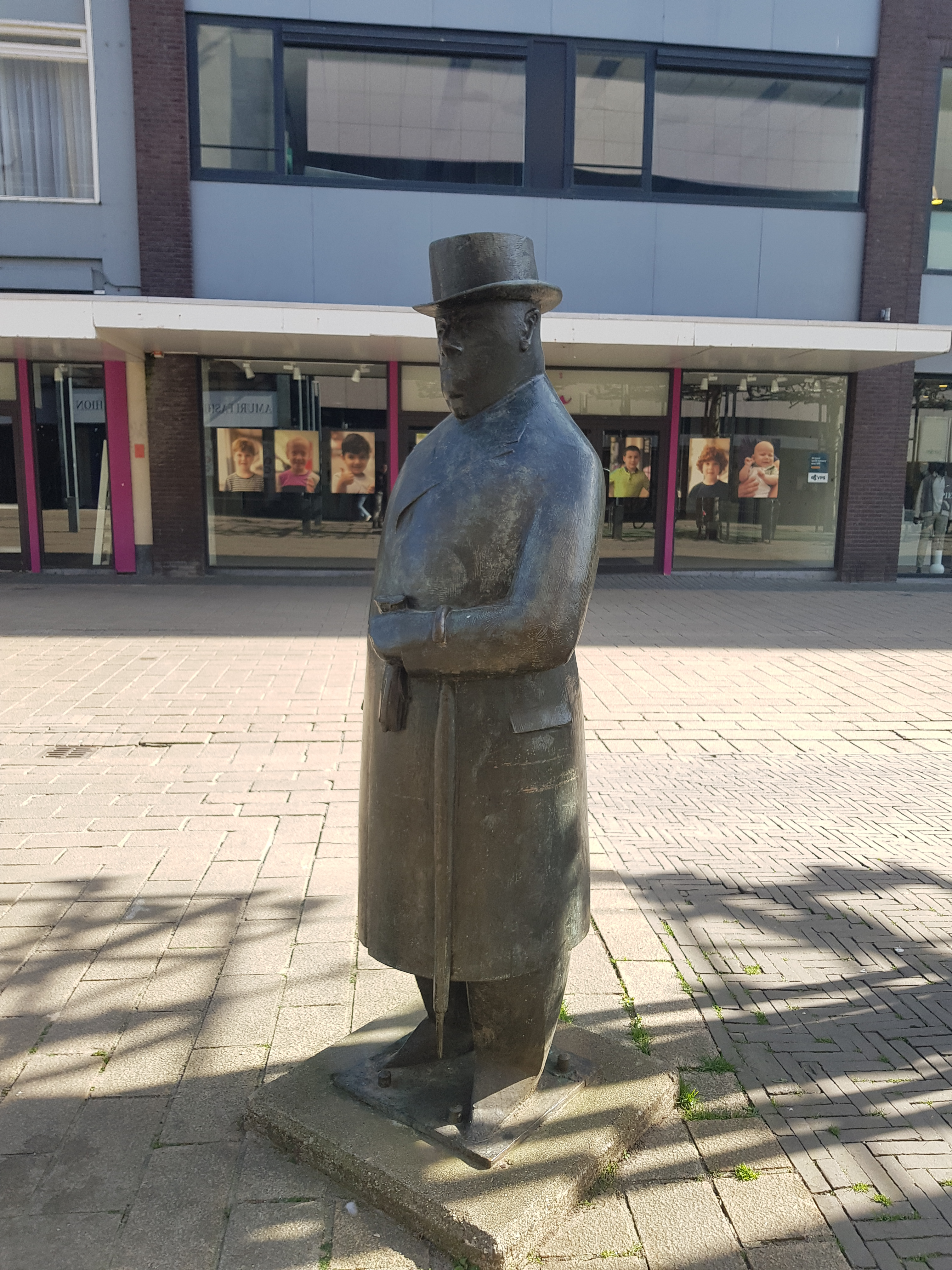
Beeld Monsieur Jacques Plechtig

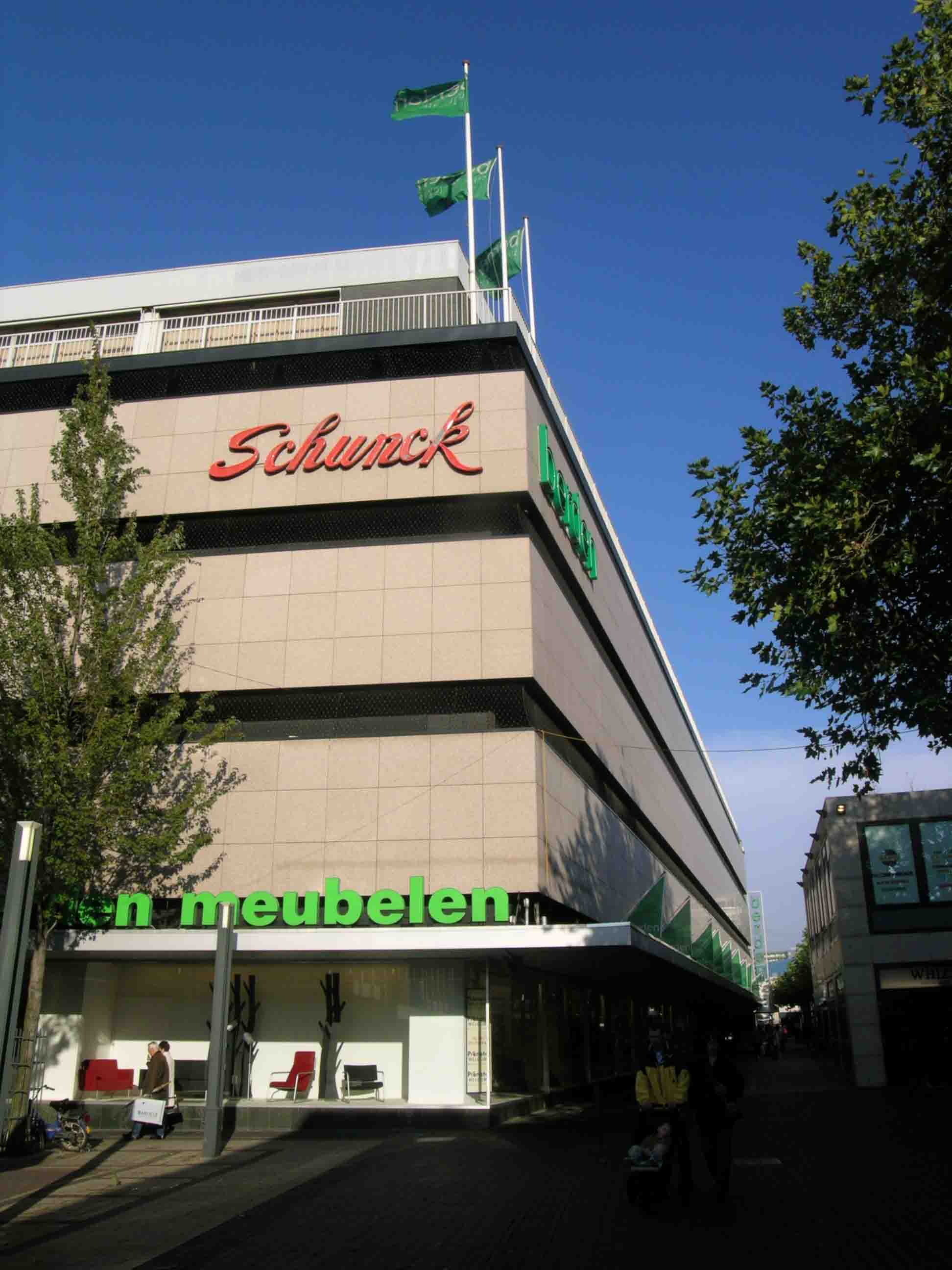
Warenhuis van Schunck, nu Berden

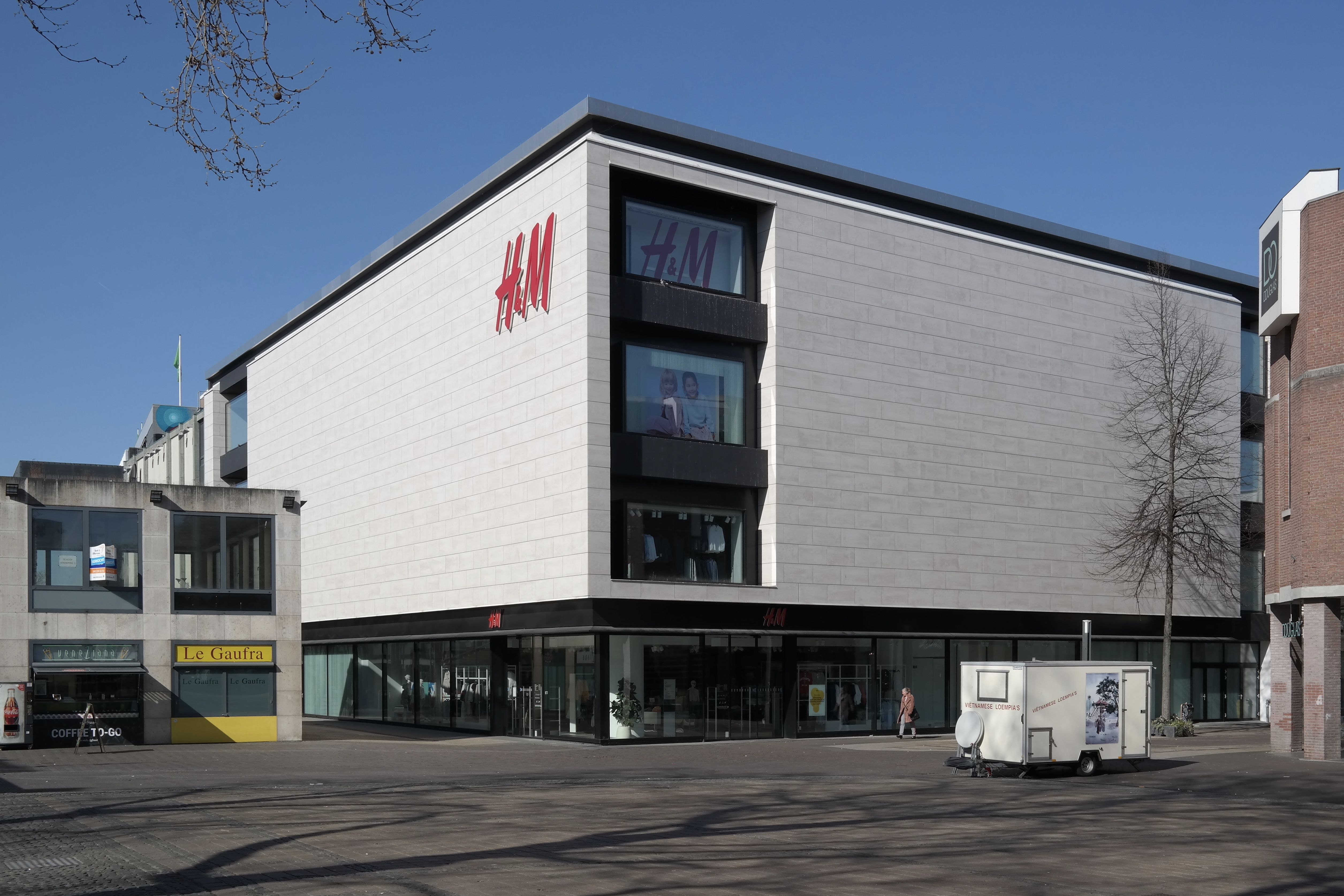
Warenhuis van de V&D, nu H&M met een kopgebouw uit 1994

De promenade in Heerlen is een 24 meter brede winkelboulevard in het centrum van Heerlen. Het gebied verbindt de Bongerd en de Saroleastraat met het Burgemeester van Grunsvenplein en werd op 22 maart 1969 officieel geopend door burgemeester Frans Gijzels. Kort na de opening werd de oorspronkelijke verkeersboulevard autovrij gemaakt en ingericht als voetgangersgebied naar het voorbeeld van de Lijnbaan in Rotterdam.

## Geschiedenis

### Ontstaan (1953‑1969)
- 1953‑1958 – In het uitbreidingsplan in hoofdzaken wordt een L‑vormige doorbraak tussen Markt en ’t Loon vastgesteld om de binnenstad te moderniseren.
- 1960‑1961 – Sloop van bebouwing aan Saroleastraat en Geerstraat; opening van de Hollandia‑bioscoop (5 mei 1961) en de Grand Bazar (september 1961) aan de nieuwe boulevard.
- 1964 – Opening van het warenhuis Schunck Promenade.
- 22 maart 1969 – Feestelijke opening van de boulevard door burgemeester Gijzels; vrijwel direct daarna uitsluiting van autoverkeer en herinrichting tot promenade.

### Groei en kunst (1969‑1980)
1975 – Kunstenaar Theo Lenartz realiseert een grote waterval met onderdoorgang naar het Burgemeester van Grunsvenplein. Diverse kunstwerken, waaronder het beeld Monsieur Jacques van Ludwig Oswald Wenckebach, krijgen een plek in de openbare ruimte.

### Herstructurering (1989‑1999)
- 1989 – Publiek‑private studie constateert ontbrekende looproutes; voorstel tot overkapping en verkleining van het winkelgebied.
- 1990‑1995 – Stedenbouwkundig bureau van Oswald Mathias Ungers ontwerpt vier kubusvormige kopgebouwen (gereedgekomen 1994); geplande glazen overkapping blijft onuitgevoerd.

### Recente ontwikkelingen (2010‑heden)
- 2019 – Sloop van winkelcentrum De Plu; terrein tijdelijk ingericht als stadspark.
- 2021 – Gemeente stelt bestemmingsplan Promenadepark vast; focus op vergroening en functiemenging.[3]
- 2023 – Start eerste fase ‘Groene As’ vanaf Promenade II binnen project Schinkelkwadrant‑Zuid.[4]

## Opzet en architectuur
De promenade is circa 300 meter lang en 24 meter breed. Door de voorgeschreven gelijke bouwhoogte kregen verschillende panden een ‘nepgevel’ om de strakke rooilijn te handhaven. Winkelpanden behielden vaak een tweede entree aan de oude straten, een typisch Heerlens fenomeen waarbij winkels als doorsteek functioneren.
Belangrijke gebouwen:
- Schunck Promenade (1964) – filiaal van het mode‑ en warenhuis, ontwerp Eugène Hoen; gesloten betongevel met horizontale belijning.
- ABN‑bank (1968) – hoeksteen van de Promenade, ontwerp Pieter H. Dingemans.
- Kubusgebouwen (1994) – vier identieke kopgebouwen volgens het streng geometrische raster van Ungers, bedoeld om de lange zichtlijn te breken.

## Kunst in de openbare ruimte
- Monsieur Jacques (1959, Wenckebach) – bronzen beeld; sinds 1969 onderdeel van de promenade.
- Waterpartij en keermuur (1975, Lenartz) – in de jaren 90 verwijderd wegens sociale veiligheid.

## Toekomst
Voorgestelde sloop van de kubusgebouwen moet ruimte bieden aan een nieuw groen stedelijk plein, als onderdeel van de transformatie tot Promenadepark. Het project richt zich op vergroening, studentenhuisvesting en culturele functies.